# Казиев, Ислам Амашевич
Ислам Амашевич Казиев (29 августа 1938, Костек, Хасавюртовский район, Дагестанская АССР, РСФСР, СССР) — актёр театра и кино, театральный режиссёр. Главный режиссёр Кумыкского музыкально-драматического театра им. А.-П. Салаватова. Заслуженный деятель искусств Российской Федерации (2000).

## Биография
Родился 22 августа 1938 года в селе Костек Хасавюртовского района ДАССР. В детстве хотел стать лётчиком. В 1962 году окончил театральное училище имени Бориса Щукина в Москве по специальности актер драмы и кино. В 1967 году окончил режиссёрский факультет ГИТИСа им.Луначарского. В 1973 году окончил высшие режиссёрские курсы в Москве. В 1974 году Ислам Казиев был назначен главным режиссёром Кумыкского музыкально-драматического театра.

## Избранные театральные постановки
- «Сказка о четырех близнецах» (Панчо Панчев);
- «Чинчирака» (Георгий Нахуцришвили);
- «Бочка меда» (Лев Устинов);
- «Приключения Чанду» (Альберт Иловайский);
- «Горянка» (Расул Гамзатов)
- «Итальянская баллада» (Нариман Алиев);
- «Прошлым летом в Чулимске» (Александр Вампилов);
- «Дуэнья» (Ричард Щеридан);
- «Обвал» (И. Алиев);
- «Женитьба» (Николай Гоголь);
- «Айгази» (Алим Паша Салаватов);
- «День чудесных обманов» (Ричард Щеридан);
- «Человек из Ламанчи» (Дейл Вассерман);
- «Сундук бедствий» (Гамзат Цадасы);
- «Материнское поле» (Чингиз Айтматов);
- «Что тот солдат, что этот…» (Бертольт Брехт)
- «Дикарь» (Алехандро Касона);
- «Богатая женщина» (Али Амирли);
- «Если сердце захочет» (Гамид Рустамов);
- «Кровавая свадьба» (Федерико Гарсиа Лорка)
- «Медея»

## Фильмография
- 1970 — Взрывники — Гасан Батыров
- 1975 — Горянка — Осман
- 1977 — Ночь над Чили — Офицер хунты
- 1977 — В ночь на новолуние — Сафарбей
- 1980 — Санта Эсперанса — Сержант
- 1982 — Срочно… Секретно… Губчека — Кара
- 1984 — Талисман любви — Магомет
- 1986 — Ягуар — Сержант Песоа
- 1988 — Загон — Следователь
- 1988 — История одной бильярдной команды — Сержант Санчес
- 1990 — Испанская актриса для русского министра — Учитель-турист
- 1992 — Контрабандист — Мафиози, работник цирка, отец клиентки

## Режиссёр и сценарист
- 1984 — Талисман любви
- 1990 — Шамиль
- 1990 — Рай под тенью сабель

## Звания и награды
- Заслуженный артист Абхазской АССР
- Заслуженный деятель искусств Дагестанской АССР
- Заслуженный деятель искусств Российской Федерации (2000).
- Медаль Расула Гамзатова (7 сентября 2023 года, Республика Дагестан) — за большой вклад в развитие культуры и искусства, патриотическое воспитание молодёжи, плодотворную творческую деятельность[2].